# ميه (محافظة)
محافظة ميه (باليابانية: 三重県، ميه-كن) إحدى محافظات اليابان، تقع في منطقة تشوبو، جنوب جزيرة هونشو. عاصمتها مدينة تسوو.

## جغرافيا
تشكل محافظة ميه الجزء الغربي من شبه جزيرة كي، ويحيط بها محافظات آيتشي، غيفو، شيغا، كيوتو، نارا وواكاياما، وتعد جزءا من منطقة تشوبو ومنطقة كينكي بسبب قربها من محافظة آيتشي، وشبه ثقافتها بثقافة منطقة كيني خاصة لهجة منطقة كانساي الشهيرة في محافظة ميه.

### مدن أخرى
- إيسه

## توأمة
لميه (محافظة) اتفاقيات توأمة مع كل من:
- ساو باولو (7 نوفمبر 1973 - )[4]
- خنان (19 نوفمبر 1986 - )[4]
- بلنسية (2 نوفمبر 1992 - )[4]
- بالاو (25 يوليو 1996 - )[4]

## أعلام
- كاي نيشينا
- تومويا أوتشيدا
- هيكاري ناكادا
- ناأوجي إيتو
- تورو يوشيكاوا
- هاكارو هاشيموتو